# Seigneurie Saint-Armand
La seigneurie Saint-Armand ou seigneurie de Saint-Armand est une ancienne seigneurie de Nouvelle-France située dans les environs de Saint-Armand et Frelighsburg dans Brome-Missisquoi au Québec (Canada), ainsi que dans le nord de l'actuel comté de Franklin au Vermont (États-Unis).
Elle est d'abord concédée 23 septembre 1748 à Paul-Louis Dazemard de Lusignan et René Legardeur de Beauvais qui échouent à leurs devoirs de seigneurs. Après un retour dans le domaine royal, Saint-Armand est concédée de nouveau en 1748 à Nicolas-René Levasseur, qui quitte la Nouvelle-France à l'issue de la conquête de Montréal. Le titre seigneurial est ensuite transigé à quelques reprises avant d'être acquis par Thomas Dunn en 1788.
Convoitée par les provinces de New York et du New Hampshire, la seigneurie est finalement amputée des deux tiers de sa superficie le 3 septembre 1783 lorsqu'est signé le traité de Paris, qui fixe la frontière entre les États-Unis et la province de Québec au 45e parallèle.

## Géographie

### Évolution des limites
La seigneurie est d'abord concédée en deux parties, puis agrandie. Elle est par la suite réunie au domaine du Roi et concédée de nouveau après que le titre eût été rectifié. Elle change de forme au terme de la sécession des États-Unis.
La première concession, large d'une lieue en front de la baie Missisquoi et de trois de profondeur, est bornée par la seigneurie de Noyan à partir de l'embouchure de la rivière au Brochet. La seconde concession, aussi profonde de trois lieues, mesure deux lieues en front sur la baie Missisquoi, jusqu'à l'embouchure de la rivière de la Roche. Une troisième concession réunissant les deux premières est agrandie pour y inclure le territoire riverain de la baie, de l'embouchure de la rivière de la Roche jusqu'au delta de la rivière Missisquoi.
Lors de la reconcession, les limites sont légèrement changées afin de projeter les mesures de front et d'inclure une partie du tracé de la rivière Missisquoi,.
L'indépendance des États-Unis et la fixation de la frontière avec le Bas-Canada au 45 e parallèle ampute la seigneurie de ses deux tiers. Une concession est octroyée en compensation.

## Histoire

### Ère précolombienne
Des fouilles archéologiques révèlent des traces millénaires de l'occupation de la région et de la fréquentation du lac Champlain et de la rivière Missisquoi par différents peuples autochtones, soit de 5 000 à 3 000 ans AA. D'autres fouilles attestent de l'occupation régulière des abords des rivières au Brochet et Missisquoi et de leurs embouchures au début du XVe siècle par des Iroquoiens.
À la visite de Samuel de Champlain en 1609, la rive est du lac Champlain constitue alors la zone tampon entre les territoires mohawks et abénaquis. L'occupation des environs du lieu par les Abénaquis est notée dès le xviie siècle. Pour certains auteurs, les tribus de ce peuple autochtone sont alors repoussés vers des territoires inoccupés au nord de leur territoire traditionnel par la colonisation de la Nouvelle-Angleterre,, alors que d'autres affirment que c'est plutôt la paix d'Utrecht qui les a repoussés de la vallée du Saint-Laurent entre autres vers le lac Champlain, au sud.
Un établissement abénaquis est noté au xviiie siècle dans les environs de Swanton.

### Régime français
Dans les années 1730, l'établissement du fort Saint-Frédéric ouvre un nouveau territoire à la colonisation, soit les abords du lac Champlain. Pour sortir le fort de son isolement, on concède d'abord le 6 avril 1733 à Paul-Louis Dazemard de Lusignan, officier militaire une première seigneurie au nord-est du lac, puis le 20 juillet 1734 à René Legardeur de Beauvais, haut-fonctionnaire, à l'est du lac, de la rivière de la Roche jusqu'au delta de la rivière Missisquoi. Le découpage tient compte des titres de propriété et revendications territoriales des Abénaquis, qui occupent alors l'embouchure de la Missisquoi. Les seigneurs voient leurs concessions rapidement révoquées, trop occupés par leur charges publiques pour s'occuper de colonisation et davantage intéressés par l'exploitation forestière que l'agriculture.
Les seigneuries sont réunies au domaine du Roi en 1741, puis concédées de nouveau le 23 septembre 1748. La seigneurie Saint-Armand est octroyée à René-Nicolas Levasseur, constructeur naval, intéressé par les ressources forestières de la région, . Un moulin à scie est érigé sur la rivière Missisquoi, près d'un établissement abénaquis. Un village est constitué et une église est construite, mais le moulin est détruit par une attaque britannique, mettant fin au projet de colonie forestière.
Ne laissant derrière lui que les ruines d'un moulin sur la rivière Missisquoi, Levasseur retourne en France après la Conquête de 1759-1760.